# L'allenatore nel pallone
Pour plus de détails, voir Fiche technique et Distribution.
L'allenatore nel pallone est une comédie sportive italienne réalisée par Sergio Martino et sortie en 1984. Le titre signifie littéralement « L'entraîneur dans le ballon », un jeu de mots sur l'expression italienne « andare nel pallone » (litt. « aller dans le ballon ») qui signifie « s'embrouiller » ou « perdre la tête ».
Le film est devenu un film culte pour les amateurs de football en Italie, grâce également aux nombreux figurants qui jouent leur propre rôle dans le championnat de football italien dans les années 1980, tels que des joueurs, des entraîneurs, des commentateurs et des journalistes sportifs. 

## Synopsis
Oronzo Canà est un entraîneur de football médiocre originaire des Pouilles, avec diverses expériences dans des clubs de Serie B comme Cavese, Foggia, Parma, Pescara et Sambenedettese. Le grand désir de Canà est de pouvoir entraîner en Serie A avant de prendre sa retraite, et son idole est Nils Liedholm, dont il imite la posture et l'expression et dont il admire le sang-froid, le flegme et les compétences tactiques. Sa grande chance arrive lorsque le Commendator Borlotti, président de la Società Sportiva Longobarda, l'engage pour diriger son équipe, nouvellement promue en première division.

## Fiche technique
- Titre original italien : L'allenatore nel pallone[2]
- Réalisateur : Luigi Cozzi
- Scénario : Franco Verucci, Romolo Guerrieri, Sergio Martino, Lino Banfi, Pier Francesco Pingitore
- Photographie : Federico Zanni
- Montage : Eugenio Alabiso
- Musique : Guido et Maurizio De Angelis
- Effets spéciaux : Gino Vagniluca
- Décors : Massimo Corevi (it)
- Costumes : Fiorella De Simone
- Maquillage : Gianni Ranieri
- Production : Luciano Martino
- Société de production : Dania Film, Filmes International, National Cinematografica
- Société de distribution : DMV Distribuzione
- Pays de production : Italie
- Langue originale : italien
- Format : Couleurs - Son mono - 35 mm
- Durée : 96 minutes
- Genre : comédie sportive
- Dates de sortie :
  - Italie : 26 octobre 1984

## Distribution
- Lino Banfi : Oronzo Canà (it)
- Licinia Lentini (it) : Marilde Borlotti
- Camillo Milli : Président Borlotti
- Giuliana Calandra : Mara Canà
- Gigi Sammarchi : Giginho
- Andrea Roncato : Andrea Bergonzoni
- Stefano Davanzati : Speroni
- Urs Althaus : Aristoteles
- Stefania Spugnini : Michelina Canà
- Viviana Larice : la belle-mère de Canà
- Franco Caracciolo : Ceretti
- Nando Martellini : lui-même
- Gino Pagnani : médecin Socrates Abelardo Torres do Nascimento
- Ennio Antonelli : assistant du Dr Socrate
- Francesco Graziani : lui-même
- Carlo Ancelotti : lui-même
- Roberto Pruzzo : lui-même
- Odoacre Chierico : lui-même
- Fabrizio Maffei : lui-même
- Gian Piero Galeazzi : lui-même
- Giancarlo De Sisti : lui-même
- Aldo Biscardi : lui-même
- Nils Liedholm : lui-même

## Production
Avant de commencer le tournage, le réalisateur Sergio Martino a effectué quelques visites à Rio de Janeiro qui ont été déterminantes pour la version finale du scénario. Avec l'aide d'une équipe de tournage locale, il filme le 8 avril 1984 l'un des derniers matchs du championnat brésilien au stade Maracanã : America - Flamengo 0-3. Malgré les 55 452 spectateurs, le stade était loin d'être plein, comme le rappelle le réalisateur lui-même dans son interview ; ce tournage a ensuite été entrecoupé de quelques scènes tournées dans les tribunes du stade Flaminio de Rome.
Le réalisateur, lors d'un de ses voyages en Amérique du Sud, a rencontré Luciano Nizzola (it) et Luciano Moggi (qui travaillait alors pour le Torino) dans l'avion pour Rio de Janeiro ; les deux dirigeants étaient en négociation pour le transfert de Júnior dans l'équipe turinoise. La négociation a pris fin quelques jours avant le début du tournage et a inspiré l'intrigue du film. 
Pendant ses séjours à Rio, Martino a choisi les lieux des tournages à l'étranger : par exemple, la fresque avec les footballeurs brésiliens a inspiré la rencontre avec Giginho. Le dessin a été réalisé par des supporters brésiliens pour se moquer de leur équipe nationale après la défaite contre l'Italie lors de la Coupe du monde 1982 ; en particulier, Cerezo, responsable selon les rapports sportifs brésiliens de ne pas avoir marqué Paolo Rossi correctement, a été représenté à côté de poulets.
En outre, lors d'une inspection au Maracanã, le réalisateur a remarqué un petit terrain de football, visible depuis les plus hautes tribunes, à proximité du stade et a eu l'idée du scénario de la rencontre entre Canà et Aristoteles. Parmi les décors brésiliens, il y avait aussi un hôpital à Rio, où ont été tournées les scènes de Canà hospitalisé pour une fausse appendicite, mais les intérieurs de l'hôpital brésilien, à l'exception du standard téléphonique, ont été tournés à l'hôpital Aurelia de Rome (plus tard le décor de la série télévisée Les Destins du cœur). 
Une fois les inspections terminées et le scénario final écrit, l'équipe et les acteurs Banfi, Roncato et Sammarchi se rendent à Rio pour tourner le film au Brésil en juin 1984. Le reste du film a été tourné dans le Latium en six semaines seulement, entre juin et juillet de la même année. La présentation de l'équipe a été filmée à l'Atahotel Villa Pamphili à Rome, qui a également été utilisé pour le tournage du marché estival du football, qui s'est ensuite déroulé au Gallia à Milan, immédiatement après la fin du championnat.
Les matchs de la Longobarda sont souvent entrecoupés d'images d'archives du championnat d'Italie de football 1983-1984 : ce type de montage a été réalisé grâce à un stratagème de Sergio Martino, qui a décidé de faire porter à l'équipe de Canà le maillot blanc, car il ressemblait au maillot de réserve de nombreuses équipes de l'époque.

## Suite
Malgré le succès du film, les auteurs n'ont réalisé une suite que vingt-quatre ans plus tard (L'allenatore nel pallone 2), reconduisant la distribution du premier film, à l'exception de Gigi Sammarchi. 